# Haimon-Gruppe
Als Haimon-Gruppe wird eine Gruppe attischer Vasenmaler bezeichnet, die im schwarzfigurigen Stil in der ersten Hälfte des 5. Jahrhunderts v. Chr. tätig war.
Die Haimon-Gruppe war eine Gruppe von Malern, die vor allem Lekythen, aber auch andere kleine Formen verzierte. Namengebender Maler der Gruppe ist der Haimon-Maler. Die kleinen, schlanken Lekythen sind im schwarzfigurig-weißgrundigen Stil, jedoch meist ohne den weißen Untergrund, bemalt. Andere eher seltene Formen sind Mastoiden und mastoide Schalen mit oder ohne Henkel, kleine Schalen mit Fuß und meist einfigurigen Innenbildern sowie Schalenskyphoi. Die Schalenskyphoi wurden mit Henkelpalmetten verziert, die aus langen, knolligen Blättern bestanden. Die Themen der Bilder sind einfallslos und variieren kaum. Die Darstellungen der Vasen sind von bescheidener bis sehr schlechter Qualität. 
Neben dem Haimon-Maler und zahlreichen Vasen in seiner Art (manner of the Haimon Painter), von denen mehr als 700 Stück bekannt sind, rechnete John D. Beazley weitere Maler zum Umfeld: den Pholos-Maler, den Maler der halben Palmetten, den Weiß-Maler, die Gruppe von Athen 14645, den Brno-Maler, den Maler von Elaious 1, die Lańcut-Gruppe und die Lindos-Gruppe.